# PITHD1
PITHD1 (англ. PITH domain containing 1) – білок, який кодується однойменним геном, розташованим у людей на 1-й хромосомі. Довжина поліпептидного ланцюга білка становить 211 амінокислот, а молекулярна маса — 24 178.
| 10         |  | 20         |  | 30         |  | 40         |  | 50         |
| ---------- |  | ---------- |  | ---------- |  | ---------- |  | ---------- |
| MSHGHSHGGG |  | GCRCAAEREE |  | PPEQRGLAYG |  | LYLRIDLERL |  | QCLNESREGS |
| GRGVFKPWEE |  | RTDRSKFVES |  | DADEELLFNI |  | PFTGNVKLKG |  | IIIMGEDDDS |
| HPSEMRLYKN |  | IPQMSFDDTE |  | REPDQTFSLN |  | RDLTGELEYA |  | TKISRFSNVY |
| HLSIHISKNF |  | GADTTKVFYI |  | GLRGEWTELR |  | RHEVTICNYE |  | ASANPADHRV |
| HQVTPQTHFI |  | S          |  |            |  |            |  |            |

A: Аланін

C: Цистеїн

D: Аспарагінова кислота

E: Глутамінова кислота

F: Фенілаланін

G: Гліцин

H: Гістидин

I: Ізолейцин

K: Лізин

L: Лейцин

M: Метіонін

N: Аспарагін

P: Пролін

Q: Глутамін

R: Аргінін

S: Серин

T: Треонін

V: Валін

W: Триптофан

Кодований геном білок за функцією належить до фосфопротеїнів. 
Задіяний у такому біологічному процесі, як альтернативний сплайсинг. 